# Triphosa sericata
Triphosa sericata är en fjärilsart som beskrevs av Butler 1879. Triphosa sericata ingår i släktet Triphosa och familjen mätare. Inga underarter finns listade i Catalogue of Life.